# Adolf Berencreutz
Fredrik Adolf Georg Berencreutz,  född den 19 juni 1856 i Kolbäcks socken, Västmanlands län, död den 28 februari 1946 i Helsingborg, var en svensk diplomat och hovman. Han var bror till Gustaf Berencreutz, gift med Hildegard Berencreutz och far till Gillis och Nils Berencreutz.
Berencreutz avlade kansliexamen vid Uppsala universitet 1878. Han blev amanuens i civildepartementet 1880, tillförordnad kanslisekreterare där 1889 och sekreterare i kommerskollegium 1891. Han blev kammarherre 1887. Berencreutz blev generalkonsul i Köpenhamn 1900, tillförordnad generalkonsul i Antwerpen 1906, konsulatsråd vid beskickningen i Berlin 1906, i Paris 1908, generalkonsul i London 1914, i disponibilitet 1918. Han publicerade Précis du droit constitution de la Suède, De centrala organen för handelns och sjöfartens främjande, fosterländska och lyriska dikter samt uppsatser i pressen med mera. Berencreutz blev riddare av Vasaorden 1899 och av Nordstjärneorden 1904 samt kommendör av andra klassen av Vasaorden 1914. Makarna Berencreutz vilar på Solna kyrkogård.